# The Law of Devil's Land
The Law of Devil's Land és el tercer àlbum del grup de música heavy metal Loudness, publicat el 1983 per la discogràfica Columbia Records.

## Cançons
1. Theme Of Loudness Part 2
2. In The Mirror
3. Show Me The Way
4. I Wish You Were Here
5. Mr. Yes Man
6. The Law Of Devil'S Land
7. Black Wall
8. Sleepless Night
9. Speed

## Formació
- Minoru Niihara - veus
- Akira Takasaki - guitarra
- Masayoshi Yamashita - baix
- Munetaka Higuchi - bateria